# باول عمان
باول عمان (بالألمانية: Paul Ammann)‏ (و. 1634 – 1691 م) هو عالم نبات، وتربوي ألماني، ولد في فروتسواف، كان عضوًا في الأكاديمية الألمانية للعلوم ليوبولدينا، توفي في لايبزيغ، عن عمر يناهز 57 عاماً.

## التعليم
تعلم في جامعة لايبتزغ
.